# Балгазын
Балгазын (тув. Балгазын) — село Тандинского кожууна Республики Тыва. Административный центр Балгазынского сумона. Население селения 3324 человек (2007), 3404 (2015)

## География
Село находится в центральной части республики, в Тувинской котловине.
Возле села озеро Балгазын-Холь, река Балгазын-Суг.
К селу административно относятся местечки (населённые пункты без статуса поселения): м. Лог Голодный, м. Перекоп, м. Полевой стан Бригада 1, м. Полевой стан Бригада 2.
Также отдельно учитываются как участки урочища: уч-к Урочище Баян-Булак, уч-к Урочище Биче-Сайлыг-Хем, уч-к Урочище Кызыл-Бом, уч-к Урочище Родники, уч-к Урочище Сурки Верхние, уч-к Урочище Сурки Нижние, уч-к Урочище Сухая река, уч-к Урочище Устю-Эрик.
Уличная сеть
- Переулки: Механизаторов пер., Новый пер., Родничный пер., Трудовой пер., Центральный пер., Школьный пер.
- Улицы: ул. Восточная, ул. Гагарина, ул. Горького, ул. Дзержинского, ул. Дружбы, ул. Калинина, ул. Комсомольская, ул. Лесная, ул. Лесхоз, ул. Мелиораторов, ул. Механизаторов, ул. Механизации, ул. Мира, ул. Рабочая, ул. Советская, ул. Степная, ул. Шоссейная.

Географическое положение
Расстояние до:
районного центра Бай-Хаак: 52 км.
столицы республики Кызыл: 95 км.
Ближайшие населенные пункты
Сой 4 км, Кызыл-Арыг (Кызларик) 7 км, Краснояровка 8 км, Владимировка 9 км, Ильинка 25 км, Шамбалыг 27 км
климат
Балгазын, как и весь Тандинский кожуун, приравнен к районам Крайнего Севера.

## Население
| 2002 | 2010  | 2021  |
| ---- | ----- | ----- |
| 3370 | ↘3096 | ↗3112 |

Национальный состав
Согласно Всероссийской переписи населения 2002 года — русские 35 %, тувинцы 63 %.

## Известные уроженцы, жители
в селе жил и работал Иван Петрович Сафонов — советский овцевод, чабан совхоза «Пламя революции» Тандинского кожууна Тувинской АССР. Заслуженный работник сельского хозяйства РСФСР и Тувинской АССР. Герой Социалистического Труда (1976).
27 декабря 1978 года в селе родился, затем учился в Балгазынской средней школе, Начын Александрович Чооду — хоомейжи, мультиинструменталист, художественный руководитель ансамбля «Тыва», заслуженный артист Республики Тыва.

## Инфраструктура
отделение почтовой связи села Балгазын (ул. Советская, 57)
образование
Средняя общеобразовательная школа села Балгазын (Советская ул., 10)
ГБУ НПО «ПУ 2 С.БАЛГАЗЫН»
Детсады «Теремок», «Березка», «Колосок»
экономика
Выращивание зерновых и зернобобовых культур: СХК «БАЛГАЗЫН» ИМ. С.ШОЙГУ, МУУП БАЛГАЗЫН
Распределение воды: ООО «УК „РОДНИКИ“»
Выращивание картофеля, столовых корнеплодных и клубнеплодных культур: СХК ИЙИ-ДЫТ, ООО «МЕРКУРИЙ»
Выращивание картофеля, столовых корнеплодных и клубнеплодных культур с высоким содержанием крахмала или инулина
Разведение крупного рогатого скота: СХК «ДАМЫРАК»
Производство готовых и консервированных продуктов из мяса: СХПК КОМПЛЕКСНЫЙ АСТРА
Переработка и консервирование рыбо- и морепродуктов: СХП КОМПЛЕКСНЫЙ КООПЕРАТИВ ЗОЛОТАЯ РЫБКА
Производство общестроительных работ по строительству автомобильных дорог, железных дорог и взлетно-посадочных полос аэродромов: ОАО «ДЭП 366»
Предоставление услуг в области лесоводства: АУ «БАЛГАЗЫНСКОЕ СПЕЦ. ЛХУ»
Производство обуви: ПК «КАРИНА»
культура
МБУ СЕЛЬСКИЙ ДК СУМОНА БАЛГАЗЫНСКИЙ
административная деятельность
Администрация села Балгазын
Администрация Балгазынского сумона
ГКУ РТ Балгазынское лесничество
прочее
Балгазынское станичное казачье общество

## Достопримечательности
Пагода Субурган

## Транспорт
Находится на федеральной автодороге М-54 «Енисей» (она же региональная автодорога 93Н-110) и региональной автодороге 93Н-36.